# 新郎
| ウィキペディアには「新郎」という見出しの百科事典記事はありません（タイトルに「新郎」を含むページの一覧/「新郎」で始まるページの一覧）。 代わりにウィクショナリーのページ「新郎」が役に立つかもしれません。 |